# Злоћудни рак гркљана
Злоћудни рак гркљана (ЗРГ), малигни тумор ларинкса најзаступљенији је малигни процес главе и врата, који у општој патологији тумора учествује са 1—3%. Од рака гркљана, који се најчешће појављује после педесете године живота, оболева 8—10 пута више мушкараца него жена.
Према својој локализацији малигни тумори гркљана могу да захвате предео изнад гласних жица (супраглотисни тумори), у пределу гласних жица (глотисни) и испод гласних жица (субглотисни тумори).
Досадашња истраживања говоре да злоћудни рак гркљана настаје као резултат интеракције генетског фактора и фактора спољашње средине. Пушење цигарета, конзумирање жестоких алкохолних пића, изложеност аерозагађењу, хумани папилома вируси (ХПВ), нарочито типови 16, 18 и 33, дефицитарна исхрана воћем и поврћем, гастроезофагусни рефлукс, професионална изложеност разним агенсима, као и генетска предиспозиција, само су неки од најзначајнијих чиниоци који могу да утичу на развој малигне болести гркљана.
Најзначајнији клинички знаци и симптом глотисних карцинома су стална промуклост, променљивог интензитета, све до афоније (губитак гласа), сметње дисања, крвав испљувак, кашаљ итд.
Терапија злоћудних тумора гркљана веома је комплексно због бројних функција овог дела дисајних путева. Лечење пре свега има за циљ одстрањивање и уклањање тумора са максимално могућим очувањем функција гркљана и спречавања поновног јављања тумора. Код карцинома гркљана ин ситу лечење се може спровести ендоскопским уклањањем промена, са прогнозом која је најчешће веома добра.

## Епидемиологија
Морбидитет/морталитет
- Злоћудни рак гркљана други је по реду међу најчешћим облицима рака главе и врата.
- Стопа инциденце злоћудног рака гркљана варира широм света нпр. у Великој Британије  у 2011. године регистровано је 2.400 особа са дијагнозирано рака гркљана са инциденцом 2,9 на 100.000 становника.

Полне разлике
- Злоћудни рак гркљана се више него четири пута чешће јавља код мушкараца него код жена.
- Стопа инциденције карцинома грла код мушкараца непрестано је расла све до раних деведесетих година 20. века и од тада се стално смањује. Тренутне стопе инциденце код мушкараца су ниже него средином 1970-их.
- Стопа инциденције рака ларинкса код жена расла је до касних осамдесетих и од тада стално опада. Тренутне стопе инциденце код жена су сличне онима средином седамдесетих година 20. века.[10]

Животна доб
- Злоћудни рак гркљана се ретко дијагностикује код особа млађих од 40 година.
- Скоро три четвртине случајева присутно је код особа старијих од 60 година.

## Етиологија
Досадашња истраживања злоћудних тумора гркљана указала су настају, као и многе друге малигне болести, интеракцијом бројних етиолошких фактора, пре свега унутрашњих или генетских и фактора спољашње средине.
| Пушење дувана                                 | - Повезаност између пушења и појаве преканцероза и карцинома ларинкса доказана је у бројним студијама. Више од 8 од 10 карцинома плућа (80%) изазивано је активним или пасивним пушење. - Карцином ларинкса код непушача је изузетно редак, на шта указује податак да је су 5% укупног броја оболелих непушачи. - Пушење у комбинацији са конзумирањем алкохола, повећава инциденцију карцинома ларинкса. |
| Злоупотреба алкохола                          | - Алкохол, посебно у комбинацији са пушењем, повећава инциденцију карцинома ларинкса нарочито у супраглотисној региону. - Пораст броја оболелих од карцинома главе и врата условљен је већом употребом алкохола (нарочито карцинома орофаринкса и супраглотиса). |
| Индустријски загађивачи                       | - Од индустријских загађивача, доказана је повезаност прашине, азбеста, формалдехида и бројних других продуката у петрохемијској индустрији са раком, карциномом гркљана, али она није ни приближно слична јачини везе између овог малигнома и конзумирања алкохола и пушења цигарета. |
| Поједини типови хуманог папилома вируса (ХПВ) | - Хумани папилома вируси (ХПВ), нарочито типови 6, 11, 16, 18, 31, 33 и 45, могу узроковати рак гркљана. - Малигни потенцијал ХПВ настаје најчешће уз садејство са карциногенима. - Малигна алтерација папиломатозе гркљана везује се за типове 06 и 11, али су код карцинома гркљана нађени и типови 16 и 18. - Присуство ХПВ је доказано код 16-54% оболелих од карцинома гркљана, али је латентна инфекција доказана и у здравом ткиву. - Највећи број болесника са малигном алтерацијом папилома гркљана, претходно је лечена радиотерапијом. Малигна конверзија код ових особа дешавала се и после 10-20 година након спроведене радиотерапије, када је прелазила у папиломатозу гркљана. - На основу истраживања Хофмана и сар. присуство ХПВ у примарном тумору доказано је код 63%, а у регионалним метастазама код 39% оболелих (најчешће типовима 16 и 33. |
| Гастроезовагеални рефлукс                     | - Гастроезофагеални рефлукс киселине, је враћање садржаја стомака у једњак и/или уста. - Рефлукс стомачне киселине може да има негативан утицај на гласне жице, или чак и да буде удахнут у плућа (аспирација). |
| Наследни фактори                              | - Молекуларна биологије истиче све већи значај гена у патогенези злоћудног рака гркљана. - Четири типа гена одговорно је за овај процес: тумор-супресорски гени, онкогени, фактор раста и рецептори, и гени метастазирања. - Мутација тумор-супресорских гена локализованих на хромозомима 9р21, 3р, 17р; мутација гена ТР53 локализованог на хромозому 17 и RB1 супресорског гена важна је у карциногенези. - Прото-онкогени су гени који нормално подстичу ћелијски раст. Промене у њиховој структури претварају их у онкогене који кодирају протеине промењене структуре или количине. Битни онкогени су CCND1 на 11q13 који кодира протеин циклин D1 који регулише ћелијску пролиферцију, RAS онкогни који производе окопротеин p21Ras, C-Myc онкоген нађен на 8q24 хромозомске региону, C-erbB-2 ген. - Факторе туморске прогресије представљају епидермални фактор раста (EGF) и трансформисани фактор раста - TGF. - Поједини ензими и протеини утичу на појаву метастазирања. Матрикс металопротеазе (MMP) су ензими који могу да утичу на деградацију екстрацелуларног матрикса. У ову групу ензима се убрајају: колагеназе (MMP1), стромелизини (MMP3), мембрански типови и желатиназе (MMP2 и 9). Од других метастатских фактора важни су: протеаза (урокиназа), тромбоспондин, лецитини - галецитин (GAL) и васкуларни ендотелијални фактор раста (VEGF). |

## Анатомија гркљана
Гркљан је анатомска структура која се налази у централном делу предњег стране врата, изнад душника, испод подјезичне кости, испред ждрела, а између левог и десног режња штитасте жлезде, на граници између дисајног и дигестивног пута. У односу на кичмени стуб, гркљан се простире између трећег и шестог вратног пршљена. 
Укупна висина гркљана је око 8 cm. Мерено од горње ивице епиглотиса до горње ивице гласница гркљан је висок 5 cm а од горње ивице гласница до доње ивице крикоида 3 cm. 
Гркљан је састављен од: гркљанске хрскавица, међусобних спојева гркљаних хрскавица и спојева са суседним органима, мишића гркљана, фиброеластичне опне, слузокоже, крвних судова и нерава гркљана.

### Онколошко-анатомска подела гркљана
Онколошки гледано гркљан је подељен на три региона: супраглотис, глотис и субглотис. 
Супраглотис
Супраглотис чине супрахиоидни епиглотис, инфрахиоидни епиглотис, ариепиглотисни набори (ларинксна страна), ариртеноиди и вентрикуларни набори. Супраглотицки простор се пружа од адитуса гркљана (горња ивица епиглотиса и ариепиглотисних набора) до вентрикуларних набора. Између вентрикулних набора и гласних жица је вентрикулум Моргагни.
Глотис
Глотис чине гласнице, предња комисура (припој предњих крајева гласница на ангулус тироидне хрскавице) и задња комисура (припој задњег дела гласница на аритеноидне хрскавице). Глотички простор налази се измеђугласница. Средњи, глотички део гркљана је најужи, те због тога шупљина гркљана у вертикалном пресеку има облик пешчаног сата.
Субглотис
Субглотички простор се налази испод гласница све до доње ивице крикоидне хрскавице.

## Патохистологија
Међу злоћудним облицима рака гркљана чешћи су они који су епителног, него мезенхимног порекла. Више од 90% свих злоћудних тумора су планоцелуларни карциноми, мада се јављају и неке ређе форме карцинома: верукозне, карциносарком, базалоидни сквамозни, и
лимфоепителијални тумори.
Друге врсте злоћудног рака гркљана су: 
- Тумори везивног ткива, који су заступљени са око један посто (хондросарком, фибросарком, лејомиосарком, рабдомиосарком, ангиосарком и др.)
- Секреторни тумори (неуроендокрини и тумори малих пљувачних жлезда)
- Лимфопролиферативни тумори, меланоми и метастатски тумори.[3]

У зависности од степена ћелијске диференцијације планоцелуларни карциноми се класификују на добро (Г1), умерено (Г2), слабо (Г3) диференциране и недиференциране (Г4). 
Степен ћелијске диференцијације ових тумора има значај у клиничком току малигне болести и у планирању терапије. Наиме карциноми са нижим степеном ћелијске диференцијације имају већи малигни потенцијал од карцинома с вишим степеном диференцијације.

## Патогенеза злоћудног рака гркљана
Злоћудни рак гркљана јављају се у три морфолошка облика: вегетантни, инфилтративни и улцерозни. Вегетантни облици рака гркљана који расте на слузокожи инфилтрацијом се шире у подслузокожу, а како ћелијску пролиферацију не прати и одговарајућа васкуларизација новоствореним крвним судовима, јавља се некрозе ћелија и појава улцерација. Овај облик рака захвата сва три нивоа гркљана.
Инвазивни карцином гркљана може се развити из епителне дисплазије, посебно из карцинома ин ситу. Више од 90% карцинома гркљана је планоцелуларни карцином различитог степена диференцираности. Карцином гркљана не само да се инфилтрује у локалну мукозу, већ се он путем лимфних судова шири у регионалне лимфне чворове врата. 
Карцином супраглотиса
Карцином супраглотиса примарни је тумор у око 35-40% свих карцинома гркљана. Његова најчешћа локализација је централни део инфрахиоидног епиглотис. Такође карцином супраглотиса захвата преепиглотисни простор код половине оболелих, и шири се параглотисним простором и захвата тироидну хрскавицу. Код око 5% болесника овај карцином захвата гласнице, а може се проширити на валекулу и базу језика, ређе на аритеноидну хрскавицу. Учесталост регионалних метастаза карцинома супраглотиса износи 25-50%, а код 20% болесника метастазе су обостране.
Карцином глотиса
Карцином глотиса настаје на једној или обе гласнице, може се ширити напред ка предњој комисури (Реинкеов простор) и позади са захватањем аритеноидне хрскавице и слузокоже пириформног синуса. Параглотисни простор је захваћен ширењем тумора кроз конус еластикус и квадрангуларну мембрану. Код половине трансглотисних тумора инфилтрисан је истострани режањ тироидеје. Регионалне метастазе се појављују у око 10% тумора.
Карцином глотиса претежно је заступљен код болесника у САД (60-65%), Канади, Енглеској и Шведској, док је карцином супраглотиса претежно заступљен у подручју некадашње Југославије, Француске, Италије, Шпаније, Холандије и Финске доводећи то у везу с конзумирањем алкохола. У Јапану једнака је заступљеност глотисних у односу на супраглотисне карциноме. 
Карцином субглотиса
Субглотисни карцином се јавља као тумор који примарно расте у субглотисном простору или на доњем рубу гласнице са ширењем у субглотисни простор. По правилу су унилатерални и улцерозни. Регионалне метастазе се појављују у око 30% тумора. Карцином субглотиса у САД се јавља ретко, тј. У 1-5% случајева.

## Клиничка слика
Знаци и симптоми злоћудног рака гркљана зависе у од њихове, локализације, а најчешће су:
- Дисфонија и афонија — отежано стварање, или онемогућено стварање гласова.
- Диспнеја — отежано дисање
- Дисфагија — отежано гутање, са честом појавом да се особа загрцне.
- Појава сукрвичавог испљувка
- Општа слабост умор и малаксалост
- Губитак апетита и телесне тежине
- Присуство „масе“ која се опипава у пределу врата
- Оталгија — болови у уву

Супраглотисни карциноми
Пвј тип рака се локално брзо шире и рано метастазира. Најзначајнији симптом је промуклост (иако није најранији симптом). Поред тога јављају се и сметње у дисању, отежано гутање, бол у грлу и врату, Осећај присустава страног тела, кашаљ, крвав испљувак, задах из уста и увећане лимфне жлезде на врату. Овај облик се у почетку одликују незнатном симптоматологијом, у којој на почетку постоји бол који се појачава при гутању.
Глотисни карциноми
Најкарактеристичнији симптом глотисних карцинома је стална промуклост променљивог интензитета која се развија све до афоније (губитак гласова). Промуклост је рани симптом карцинома глотиса. Сметње дисања, крвав испљувак, кашаљ су симптоми одмакле фазе болести.
Супраглотисни карциноми
Субглотисни карциноми имају променљиве симптоме, који су тек са растом тумора, отежано дисање (диспнеја) као први, а у суштини одмакли симптом. Сметње дисања се развијају поступно са ширењем тумора због настајања сужења (стенозе). У почетку се јављају при напору, а потом се испољавају као инспирацијски стридор (шиштање) праћено цијанозом (плаветнилом слузокоже усана). Временом се болесник адаптира на ово стање и релативно добро дише кроз малу пукотину поред туморске масе.

## Дијагноза
Дијагностика злоћудног рак гркљана заснива се на анамнези, клиничком (оториноларинголошком) прегледу, ендоскопским прегледима, радиографским, ултразвучним и патохистолошким налазима, лабораторијским прегледима крви, мокраће и налаза интернисте. 
Анамнеза
Анамнезе, поред промуклости, која је типична за глотисне и узнапредовале форме супраглотисних и субглотисних карцинома, може указати и на тешкоће при гутању, кашаљ, хемоптизију и парестезију у грлу.
Клинички преглед отоларинголога
Болесник са почетним формама карцинома ларинкса одају утисак лаких болесника. Док се код узнапредовалих форми карцинома гркљана, који су се инфилтровали у прегркљанске мишиће и кожу, инспекцијом запажа задебљање предње стране врата или инфилтративно-улцерозна промена на кожи, а понекад и увећани лимфни чвор на врату. 
Код болесника са карциномима ларинкса палпацијом гркљана, базе језика и врат, може се открити евентуално ширење рака у преепиглотисни и посткрикоидни простор, субмукозна инфилтрација базе језика и постојање палпабилних метастаза на врату.
Индиректни ларингоскопски преглед
Индиректном ларингоскопија могу се утврдити локална мукозна проширеност рака грла. Поред ендоларинкса, овом методом прегледају се и база језика, валекуле и хипофаринкса. Смањена покретљивост или непокретност гласница, епиглотис или вентрикуларних набора је последица субмукозни инфилтрације рака. Међутим поједине зоне гркљана често су тешко приступачне овој врсти прегледа као што су: предња комисура, Моргањијев вентрикулус, дно пириформног синуса и субглотисна регион.
Лабораториске анализе 
Код свих болесника са раком гркљана обавезно се раде лабораторијске анализе крви и мокраће. Ово је важно, јер поједини хематолошки и метаболички поремећаји захтевају одлагање операције или су контраиндикација за хируршку интервенцију у општој анестезији.
Имиџинг (сликовни) прегледи
Радиографијом плућа и ултразвучним прегледом трбуха утврђује се евентуална проширеност основне болести - тј. постојање удаљених метастаза. Осим тога, радиографија се користи и у процени стања срца и плућа, у процени опште способности болесника за операцију у општој анестезији. 
Компјутеризована томографија (ЦТ) не даје довољно података о сасвим малим лезијама, као и о површинској проширености великих туморских промена,мада је веома корисна у процени проширености тумора у субглотис и крикоаритеноидну регију. Тродимензионална ЦТ дијагностика пружа много веће могућности.
Нуклеарна магнетна резонанца (НМР) може указати на ране промене на хрскавице и предњој комисури гркљана, а коронарни пресеци на субмукозни и трансглотисно ширење рака.
Позитрон емисиона томографија (ПЕТ) може да визуализује и квантификује метаболичке активности малигног ткива за разлику од ЦТ и НМР које диференцирају структурне промене малигног ткива у односу на здраво. 
Уколико малигно ткиво није структурно измењено или увећано, ЦТ и НМР га не могу детектовати. Туморско ткиво показује повећан утрошак глукозе у односу на здраво услед појачаних процеса гликолизе. Током ПЕТ најчешће се примењује радиофармацеутик 2- (18Ф) -флуоро-2-деокси-Д-глукоза (ФДГ). Због појачаног утрошка глукозе током активности вокалних мишића, ПЕТ ларинкса се изводи без вокализације. Метода је погодна у детекцији екстракранијалних тумора и секундарних депозита. У поређењу са запремином ресеката, ПЕТ прецизније од других метода процењује запремину туморског ткива. Комбинација ПЕТ и ЦТ може допринети дијагностици окултног малигнитета.
Интернистички преглед
У процени болесника и његове опште способности за операцију у општој анестезији, обавезан је интернистички преглед. Ако се планира реконструкцијска операција гркљана, у појединачним случајевима, неопходна су и допунска испитивања респирацијски функција од стране пнеумофтизиолога.
Ендоскопска испитивања гркљана
Ендоскопска испитивања обухватају флексибилну назофариголарингоскопију, ендовидеостробоскопију, ларингомикроскопију и езофагоскопију.
- Флексибилни ларингоскопија или фибероптичка назофаринголарингоскопија — пружа детаљан увид у покретљивост гркљана и његових структуре. Предност прегледа је што се добро подноси и може да се ради амбулантно у локалној анестезији, у амбулантним условима.
- Ендовидеостробоскопија — има значај у откривању почетног карцинома у односу на премалигне лезије. Она може да укаже на ширење тумора ван рајнкеовог простора, али не и на степен инвазије у дубље структуре. Изостанак вибрације једног дела гласнице настаје ако је малигном променом захваћено мање од 1/3 гласнице. Ако су малигном лезијом захваћене предње 2/3 гласнице мукозни талас потпуно изостаје на захваћеној гласници, али је смањен и на незахваћеној гласници уз скраћену амплитуду.[21]
- Ларингомикроскопија (ЛМС) — преглед је ларинкса под оперативним микроскопом, који се изводи у општој ендотрахеалној анестезији. Она је најпоузданија метода за утврђивање локалне проширености рака гркљан, јер је код инфилтративних тумора са едемима, граница мање јасна и није је увек лако одредити. Она пружа и информације о хоризонталној и делом о вертикалној проширености рака гркљана и једна је од најсигурнијих метода за узимање исечка тумора за патохистолошки преглед.

Хистолошки преглед биопсијског материјала
Дефинитивна дијагноза рака гркљана поставља се хистолошким прегледом биопсијског материјала. Хистолошки преглед утврђује хистолошки тип карцинома, његову хистолошку малигност - степен ћелијске диференцираности и имуни ћелијски одговор. 
Биопсију је најбоље узети у ларингомикроскопији. Каско се пробном ексцизијом може „узнемирити“ туморско ткиво, стварају нови крвни
судови и убрзава раст тумора, дијагностичар треба настојати да прва биопсија да тачан одговор. Биопсију из наведених разлога треба узимати у установи где се спроводи лечење болесника, јер се при узимању биопсије лекар упознаје са локализацијом и проширеношћу лезије, што може да буде измењено након узимања биопсије.

## Диференцијална дијагноза
Остале дијагнозе које треба узети у обзир укључују друге узроке као што су: 
- упорне промуклости,
- упале грла,
- упале уха,
- кашаљ,

а све у зависности од анамнезе и клиничке слике.

## Терапија
Терапија ЗРГ је специфична и зависи од локације, врсте и стадијума болести. Тераапија може укључивати хирургију, радиотерапију или хемотерапију, појединачно или у комбинацији.
Хируршка терапија
Хируршко лечење може укључивати делимично или потпуно уклањање тумора. Суседна ткива и структуре могу, али и не морају бити уклоњени, у зависности од њихове укључености у структуру и процес ширења тумора. У неким случајевима може бити неопходно и радикално или потпуно уклањање гркљана.
Допунска терапија
Допунско лечење,ако је то неопходно,  најчешће се заснива на примени хемотерапије или радиотерапиј. Хемотерапија или радиотерапија могу бити неопходне појединачно, у комбинацији једна са другом или у комбинацији са хирургијом.
Допунска терапија може бити неопходно и пре хируршког лечења, уз хируршко лечење или након хируршког лечења. Клиничарима је понекад доношење одлука отежано у околностима када пацијент није у могућности да приступи неопходној допунској терапији.
Мултидисциплинарна терапија
Често је за успешно лечење и опоравак од рака гркљана пацијентима неопходна и стручна помоћ онколога, физиотерапеута, радних терапеута, логопеда, психијатара, психолога, оралнии или максилофацијални хирурзи, стоматолога неуролога, неурохирурга и ендокринолога.

## Прогноза
Иако је прогноза доста лоша према расположивим подацина 7 од 10 мушкараца са раком гркљана преживеће болест пет или више година, или према другим подацима од 6 од 10 мушкараца којима је дијагностикован рак гркљана преживеће болест десет или више година.
Преживљавање од рака гркљана је највеће код млађих мушкараца. Више од три четвртине мушкараца са дијагнозом ЗРГ старости од 15-49 година преживи своју болест најмање пет година.
Исход карцинома гркљана зависи и од почетног стадијума у којем је ЗРГ откривен. Исходи у раној болести су прилично добри, и у преко 90% случајева су са петогодишњим преживљавањем.
За узнапредовалу болест, петогодишње преживљавање варира у зависности од модалитета лечења. Петогодишња стопа преживљавања након истовремене терапије хемозрачењем је 54%, док је петогодишња стопа преживљавања након ендоскопске ласерске операције ларинкса 55%.
Рак глотиса има најповољнију прогнозу од свих облика карцинома гркљана, јер ове особе много раније траже лекарски савет због хроничне промуклости.